# Jeskyně tří bratří
Jeskyně tří bratří (francouzsky Grotte des Trois-Frères) je jeskyně nacházející se na území obce Montesquieu-Avantès ve francouzském departementu Ariège. Byla vyhloubena ve vápenci tokem pyrenejské řeky Volp, je dlouhá 430 metrů a sousedí s jeskyněmi Tuc d’Audoubert a Grotte d'Enlène, s níž je propojena podzemní chodbou. Je pojmenována podle Maxe, Jacquese a Louise, tří synů hraběte Henriho Bégouëna, kteří ji v červenci roku 1914 objevili. Jeskyně není přístupná veřejnosti.
V jeskyni byly nalezeny četné nástěnné malby, rytiny v kostech i hliněné sošky z období magdalénienu, které popsal ve své knize abbé Henri Breuil. Pozoruhodné je množství lidských postav, které byly v tehdejším jeskynním malířství znázorňovány velmi zřídka. Nejznámějším dílem je bytost s lidským tělem a hlavou a ocasem jelena: bývá nazývána „Kouzelník“ a označována za šamana provádějícího rituální tanec ve zvířecí masce. Byl zde také objeven nejstarší doklad používání hudebního luku. Jeskyně je ojedinělá i tím, že vedle velkých zvířat jako lvi, medvědi, mamuti, zubři nebo koně jsou v ní vyobrazeny i sovy nebo dokonce jeskynní hmyz z čeledi Rhaphidophoridae.
V době bronzové sloužila jeskyně jako pohřebiště.